# Кордова (Південна Кароліна)
Кордова (англ. Cordova) — місто (англ. town) в США, в окрузі Оранджберг штату Південна Кароліна. Населення — 136 осіб (2020).

## Географія
Кордова розташована за координатами 33°26′4″ пн. ш. 80°55′16″ зх. д. / 33.43444° пн. ш. 80.92111° зх. д. (33.434489, -80.921034).  За даними Бюро перепису населення США в 2010 році місто мало площу 1,13 км², уся площа — суходіл.

## Демографія
Згідно з переписом 2010 року, у місті мешкало 169 осіб у 57 домогосподарствах у складі 54 родин. Густота населення становила 150 осіб/км².  Було 61 помешкання (54/км²).
Расовий склад населення:
| - 84,6 % — білих - 12,4 % — чорних або афроамериканців - 1,8 % — корінних американців |

До двох чи більше рас належало 1,2 %. Частка іспаномовних становила 1,8 % від усіх жителів.
За віковим діапазоном населення розподілялося таким чином: 30,8 % — особи молодші 18 років, 58,5 % — особи у віці 18—64 років, 10,7 % — особи у віці 65 років та старші. Медіана віку мешканця становила 33,5 року. На 100 осіб жіночої статі у місті припадало 79,8 чоловіків;  на 100 жінок у віці від 18 років та старших — 69,6 чоловіків також старших 18 років.
Середній дохід на одне домашнє господарство  становив 42 667 доларів США (медіана — 32 500), а середній дохід на одну сім'ю — 40 852 долари (медіана — 26 563). За межею бідності перебувало 32,5 % осіб, у тому числі 29,6 % дітей у віці до 18 років та 48,6 % осіб у віці 65 років та старших.
Цивільне працевлаштоване населення становило 64 особи. Основні галузі зайнятості: виробництво — 25,0 %, освіта, охорона здоров'я та соціальна допомога — 20,3 %, транспорт — 12,5 %, роздрібна торгівля — 12,5 %.